# 에이지 오브 미쏠로지: 용의 이야기
《에이지 오브 미쏠로지: 용의 이야기》(Age of Mythology: Tale of the Dragon)은 2016년 1월 28일에 발매된 에이지 오브 미쏠로지의 시리즈 세 번째 공식 확장팩으로, 중국 신화를 배경으로 한다.
스팀에서 HD 에디션의 DLC로 구입 가능하였으나 중지되었다. 현재(2019.02) 유일한 구입법은 스팀랜드다. 스팀을 통해 멀티플레이도 지원된다.